# Giacomo Prestia
Pour les articles homonymes, voir Prestia.
Giacomo Prestia (né le 22 août 1960 à Florence, en Toscane) est un chanteur lyrique italien (basse).

## Biographie
Né à Florence, Giacomo Prestia a étudié le chant avec Sergio Catoni. Lauréat de concours internationaux, y compris le Voci Verdiane à Busseto et le Luciano Pavarotti à Philadelphie.
Il a fait son début dans l'opéra Alzira de Verdi dans le rôle de Diller en 1991.
Il se produit régulièrement sur les scènes des plus grands opéras et festivals, en Italie et à l'étranger : au Teatro alla Scala de Milan, au Maggio Musicale Fiorentino, à l'Opéra de Paris au Wiener Staatsoper, à l'Opéra de Zurich, au Teatro Real de Madrid, au Liceu de Barcelone, dans les deux théâtres de Berlin, au Teatro Colon de Buenos Aires, au Teatro Comunale di Bologna, au Teatro San Carlo de Naples, à la Philharmonie de Berlin, au Teatro Regio de Parme.
Au cours de sa carrière, il a travaillé, entre autres, avec Claudio Abbado, Zubin Mehta, Riccardo Muti, Georges Prêtre, Daniele Gatti, Nicola Luisotti.

## Répertoire
- Ludwig van Beethoven
  - Missa Solemnis
- Vincenzo Bellini
  - I puritani
  - La sonnambula
- Gaetano Donizetti
  - La favorita
  - Don Pasquale
  - Messa da requiem
- Charles Gounod
  - Faust
- Jules Massenet
  - Don Quichotte
- Giacomo Meyerbeer
  - Gli ugonotti
- Amilcare Ponchielli
  - La Gioconda
- Gioachino Rossini
  - Il barbiere di Siviglia
  - Stabat Mater
- Giuseppe Verdi
  - Aida
  - Attila
  - Don Carlos
  - Ernani
  - La forza del destino
  - I Lombardi alla prima crociata
  - Macbeth
  - Masnadieri
  - Messa da requiem
  - Simon Boccanegra
  - I vespri siciliani